# Cupertino

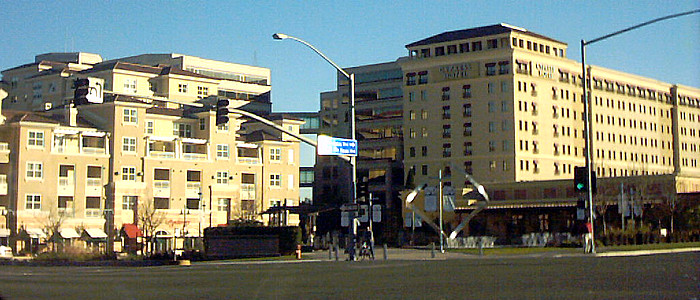
Centrum miasta

Cupertino – miasto położone w hrabstwie Santa Clara stanu Kalifornia. W 2000 roku populacja miasta wynosiła 50 546 osób.

## Ekonomia
Jest jednym z wielu miast tworzących Dolinę Krzemową. Znajdują się tam główne siedziby takich firm jak Apple, Symantec, Trend Micro, Cloud.com, Lab126, Packeteer, Chordiant i Seagate Technology. W mieście swoje oddziały ma ponad 60 firm związanych z technologią komputerową, m.in. IBM, Olivetti i Oracle.

## Miasta partnerskie
- Copertino, Włochy
- Xinzhu, Republika Chińska
- Toyokawa, Japonia
- Bhubaneswar, Indie